# Arnold Brügmann
Arnold Brügmann (* 14. März 1912 in Lüchow (Lauenburg); † 24. Juni 1995 in Hamburg) war ein deutscher Historiker, Mitarbeiter des Sicherheitsdienstes der NSDAP und Archivar der NSDAP.

## Leben
Brügmann studierte nach dem Abitur an der Theodor-Mommsen-Schule in Bad Oldesloe von 1931 bis 1934 Geschichte und Philosophie an den Universitäten Freiburg i. Br., Tartu und Heidelberg. Seit 1931 war er Mitglied der Freiburger Burschenschaft Alemannia. Er wurde 1934 in Heidelberg promoviert. 1935 wurde er stellvertretender Leiter der SD-Schule in Bernau bei Berlin. Sein Vorgesetzter war Alf Berg. Im November 1936 wurde er Leiter der Reichsfachgruppe Kulturwissenschaften in der Reichsstudentenführung. 1937 habilitierte er sich an der Universität Jena und wurde im Wintersemester 1938/39 Dozent für Mittlere und Neuere Geschichte an der Universität Berlin. 1939 übernahm er die Leitung des Instituts für deutsche Studentengeschichte in Würzburg. 1942 wurde er Leiter des Hauptarchivs der NSDAP, 1943 apl. Professor für Mittlere und Neuere Geschichte an der Universität München.
Brügmann trat zum 1. Juli 1931 der NSDAP bei (Mitgliedsnummer 579.639) und war 1932 bis 1934 Mitglied der SA. 1935 schloss er sich der SS (SS-Nummer 107.400) an und wurde Mitarbeiter des Sicherheitsdienstes der NSDAP. Er war Funktionär im NSDStB. In der SS wurde er 1939 zum SS-Hauptsturmführer befördert.
Nach dem Zweiten Weltkrieg lebte er in Celle, Dortmund und ab 1962 in Hamburg. 1959 wurde er Dozent an der Staatlichen Ingenieurschule Dortmund und 1962 an der FH Hamburg.
In der Sowjetischen Besatzungszone wurde seine vormalige Habilitationsschrift Roms Kampf um den Menschen. Grundlagen katholischer Politik im ausgehenden 19. Jahrhundert in der 1939 bei Lehmann in München verlegten Ausgabe auf die Liste der auszusondernden Literatur gesetzt. Auf diese Liste folgte in der Deutschen Demokratischen Republik noch Brügmanns Die Papstkirche zwischen den Revolutionen von 1789 und 1933 (Nordland-Verlag, Berlin 1943).

## Publikationen
- Staat und Nation im Denken Carls von Clausewitz. Lamade, Walldorf bei Heidelberg 1934, (Heidelberg, Universität, Dissertation, vom 24. Dezember 1934).
- Roms Kampf um den Menschen. Grundlagen katholischer Politik im ausgehenden 19. Jahrhundert. Lehmann, Berlin u. a. 1938, (Zugleich: Jena, Universität, Habilitations-Schrift, 1937).
- Zucht und Leben der deutschen Studenten. 1648–1848 (= Veröffentlichungen des Instituts für Deutsche Studentengeschichte, Würzburg. 1, ZDB-ID 567713-0). Wilhelm Limpert, Berlin 1941, (Digitalisat).
- Sozialer Katholizismus im 19. Jahrhundert. Deutsche Kunst- und Verlagsanstalt, Frankfurt am Main 1943.
- Die Papstkirche zwischen den Revolutionen von 1789 und 1933. Nordland Verlag, Berlin 1944.
- Der erste Generalingenieur. Leonardo da Vinci. Hoppenstedts Wirtschaftsarchiv, Darmstadt 1952.